# Leslie-Anne Huff
 (juillet 2016).
Si vous disposez d'ouvrages ou d'articles de référence ou si vous connaissez des sites web de qualité traitant du thème abordé ici, merci de compléter l'article en donnant les références utiles à sa vérifiabilité et en les liant à la section « Notes et références ».
Pour les articles homonymes, voir Huff (homonymie).
Leslie-Anne Huff, née le 25 août 1984, est une actrice américaine. Elle interprète Rayna Cruz dans la série Vampire Diaries et Penelope dans Sonny  sur Disney Channel.

## Biographie
Huff est né et a grandi dans la vallée de San Fernando. Elle est née d'un père américain d'origine anglaise et d'une mère philippine.
Elle a fréquenté l'Université de Californie à Berkeley. Elle était très impliquée dans la communauté philippinne et coproduisait le spectacle annuel de la nuit culturelle de philippin.

## Carrière
Sa carrière a commencé en 2006 avec un rôle dans la série télévisée Les Experts : Manhattan. Elle a fait des apparitions dans plusieurs séries télévisées, y compris des rôles dans NCIS, Bones, Des jours et des vies, Chuck, Greek et La Vie de croisière de Zack et Cody.
En 2008, elle a été choisie pour jouer dans le film Strawberry Cliff, avec le chanteur hong-kongais Eason Chan. En 2009, elle a joué dans la première série Web originale de Disney Channel, Mackenzie Falls, dérivée de la série Sonny. En 2011, elle a joué dans le film Cowgirls n 'Angels, avec James Cromwell, Bailee Madison, Jackson Rathbone, Dora Madison Burge et Kathleen Rose Perkins.
En 2013, elle a été castée dans Cowgirls 'n Angels: Dakota's Summer, la suite de Cowgirls' n Angels avec Keith Carradine, Haley Ramm, Emily Bett Rickards, et Jade Pettyjohn. En 2016, Leslie est devenu un personnage récurrent sur la septième saison de la série télévisée surnaturelle américaine, The Vampire Diaries, comme une chasseresse vampire nommée, Rayna Cruz. Elle apparaît dans l’épisode 14 de la saison 3 du spin-off de la série à savoir The Originals lors d’un crossover entre les deux séries.